# Saluen
Der Saluen (auch Thanlwin) ist ein 2980 km langer, fast ausschließlich als Gebirgsfluss zu bezeichnender Fluss bzw. Strom in Südostasien.

## Namen
Der Fluss heißt in China auf Chinesisch 怒江, in Pinyin Nù Jiāng (veraltet nach W.G. Nu Chiang, Stange Nu Kiang), und auf Tibetisch im Oberlauf in offizieller Transkription Nag Qu, in Wylie-Transliteration Nag Chu; eindeutschende Schreibweise: Nag Tschu, im Mittellauf Gyalmo Nygul Chu.
Auf Birmanisch heißt der Fluss Thanlwin Myit (in Lautschrift: [θãl.wĩ.mjiˀ]), daher kommt die englische Bezeichnung Salween.  In der Sprache der Shan heißt er Nam Kong.
In Thailand wird er Maenam Salawin (แม่น้ำสาละวิน) genannt, auf Deutsch sind die Schreibweisen Salween, Saluen und Salwin gebräuchlich.

## Verlauf
Der Saluen entspringt im Hochland von Tibet (Volksrepublik China) als Nag Qu. Dort liegt seine Quelle in 5450 m ü. NN Höhe in einem (variablen) Gletschertor zwischen dem nördlichen (5881 m ü. NN) und dem südlichen Chrebet-Peak (5722 m ü. NN) im östlichen Tanggula-Gebirge (34 km südöstlich des nördlichen Tanggula-Passes, 5231 m ü. NN). Der Gletscher schmilzt stark zurück. Der Nag Qu verläuft in südöstlicher Richtung durch die chinesische Provinz Yunnan. In Myanmar (ehemals Birma) durchschneidet er das Shan-Hochland dort, wo er die Grenze von China und Myanmar bildet. In dieser Gegend fließen nur wenig weiter östlich der Mekong und der Jangtsekiang in ebenfalls tief eingeschnittenen Tälern. In seinem Unterlauf bildet er auf einer Strecke von etwa 120 Kilometern die Grenze zwischen Myanmar und Thailand und mündet schließlich beim Hafen von Mawlamyine an der Küste von Myanmar in das Andamanische Meer, ein Teil des Indischen Ozeans.
Der Saluen ist aufgrund seiner zahlreichen Stromschnellen nur auf etwa 120 km oberhalb der Mündung schiffbar, flussaufwärts verkehren jedoch kleinere Motorboote und Frachtkähne. Der Fluss ist bis ins Jahr 2005 noch relativ naturbelassen.
Die seit 2015 in Bau befindliche chinesische Sichuan-Tibet-Bahn von Chengdu nach Lhasa soll den Strom Nù Jiāng auf einer Brücke von 630 m Höhe überqueren; diese Gegend liegt rund 4000 m ü. NN.
Der Saluen ist durch die menschlichen Entwaldungen erheblichen Gefahren für Hangrutschungen (Muren) ausgesetzt. Hierdurch hat sich die Sedimentfracht deutlich erhöht.

## Gewässerdaten
Durch die Entdeckung der Quelle des Saluen im Jahre 1989/1990 durch den deutschen Geologen und Glaziologen Dieter Ortlam (Bremen) und seiner Verbindung über den Amdo-Donak-See zur Tibet-Highway-Brücke bei Megschen (südwestlich der Stadt Nagchu) konnte die Flusslänge zwischenzeitlich mit 2980 km bestimmt werden.
Die Wasserführung von wahrscheinlich rund 6700 m³/s ist angesichts des Einzugsgebietes von 325.000 km² für die randtropische Lage des Flusses recht hoch und durch das überwiegend gebirgige Relief erklärlich. Der sich ergebende Gebietsabfluss von rund 21 l/s.km² liegt zwischen den Werten der benachbarten Ströme Irawaddy (rund 31 l/s.km²) und Mekong (rund 19 l/s.km²). Beim Verlassen des niederschlagsarmen Hochtals auf chinesischem Gebiet entwässert der Saluen bereits rund die Hälfte seines Einzugsgebietes, führt aber hier noch weniger als 2000 m³/s Wasser (Rhein vor der Mündungsverzweigung: 2330 m³/s).

## Ökologie
Den Namen „Nu“, auf Chinesisch Wut, trägt der Fluss zu Recht. Das tosende Wasser bricht sich Bahn vom tibetischen Hochplateau durch die Berge zum Indischen Ozean.  Der Strom zählt zu den wasserreichsten Abflüssen des Himalaja. Über den strudelnden Wassermassen erheben sich Berge, deren Hänge über sechs Klimazonen reichen: von 760 Meter bis auf 6740 Meter über dem Meeresspiegel. 173 Säugetierarten, 417 Vogel- und 59 Reptilienarten haben Forscher im Nu-Canyon gezählt, darunter 79 vom Aussterben bedrohte Tierarten. Auch deshalb wurden seine westlichen Hänge, die Gaoligong-Berge, im Juli 2003 von der UNESCO zum Weltnaturerbe (Schutzzonen im Drei-Parallelflüsse-Nationalpark in Yunnan) erklärt.

## Staudamm-Planungen

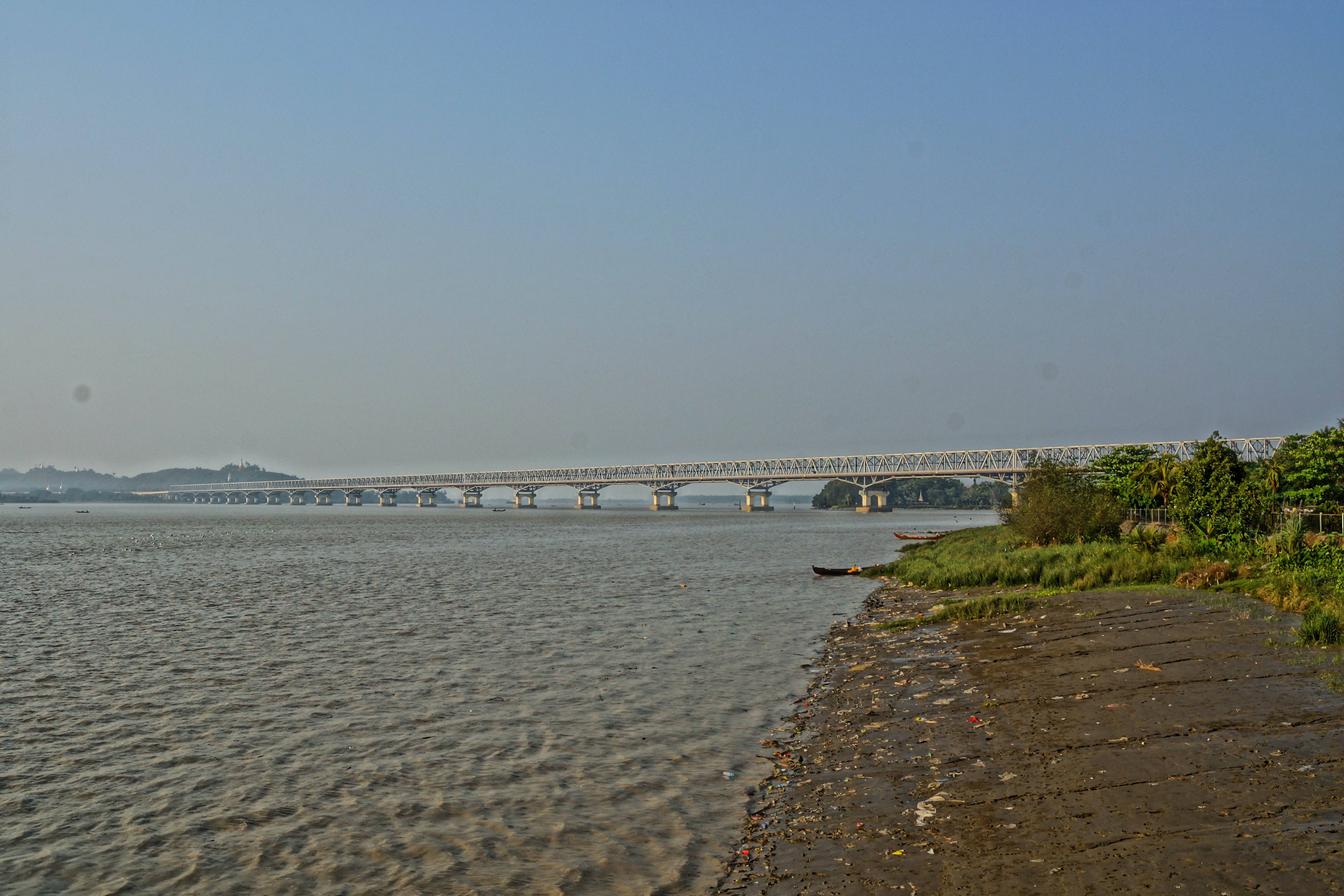
Thanlwinbrücke, Eisenbahn-/Straßenbrücke bei der Mündung des Saluen-Stroms bei Mawlamyine, Myanmar (eröffnet 2005)

Die Regierungen von China, Myanmar und Thailand planen, mehr als 14 Staudämme am Saluen zur Stromgewinnung zu bauen. Bei einer Umsetzung der Projekte wären ca. 50.000 Menschen von einer Umsiedlung betroffen. Neben negativen Auswirkungen auf den Naturhaushalt stellt die Erdbebengefahr in der Region ein zusätzliches Risiko dar. Im Bereich seines Oberlaufes, dem Nag-Qu, gibt es bereits den Stausee von Datang (4300 m ü. NN).
Die KP Chinas befand sich 2006 noch im Entscheidungsprozess. Im 2007 wurde mit dem Bau des ersten der geplanten Staudämme, der Tasang-Talsperre, begonnen.
Auf Grund von Protesten reduzierte die Provinzregierung von Yunnan die Zahl von 13 geplanten Staudämmen auf vier im Lauf des 12. Fünfjahresplans (2011–2015), für deren Verwirklichung jedoch angesichts weiterer Widerstände nur kleine Baumaßnahmen vorgenommen wurden. Li Jiheng, der Leiter der KP Chinas in Yunnan, erklärte im März 2016, dass alle Projekte zum Bau von kleinen Wasserkraftwerken im Verlauf des Flusses gestoppt würden. Zur Zukunft der Großprojekte machte er dabei keine Angaben. Der Fluss soll nach seinen Angaben innerhalb der nächsten fünf bis zehn Jahre zu einem Touristenziel ausgebaut werden.